# The Art of Drowning
The Art of Drowning – piąty album studyjny amerykańskiego zespołu punk rockowego AFI. Wydany został 22 września 2000 roku przez Nitro Records.
Album został uznany przez Alternative Press za jeden z dziesięciu najważniejszych punk rockowych albumów 2000 roku. Album został umieszczony na czterdziestym miejscu lisy 101 Modern Classics przygotowanej przez Rock Sound.

## Lista utworów
Na podstawie źródła
1. "Initiation" – 0:39
2. "The Lost Souls" – 2:42
3. "The Nephilim" – 2:35
4. "Ever and a Day" – 3:06
5. "Sacrifice Theory" – 1:58
6. "Of Greetings and Goodbyes" – 3:04
7. "Smile" – 1:31
8. "A Story at Three" – 3:53
9. "The Days of the Phoenix" – 3:27
10. "Catch a Hot One" – 2:54
11. "Wester" – 3:02
12. "6 to 8" – 4:21
13. "The Despair Factor" – 3:54
14. "Morningstar" – 11:27

| Wydanie winylowe            |
| --------------------------- |
| 9. "Dream of Waking" – 3:03 |